# Leighton Meester
Leighton Marissa Meester (Fort Worth, Texas, 1986. április 9. –) amerikai színésznő, énekes és modell.
A Gossip Girl – A pletykafészek című sorozatban, Blair Waldorf szerepének köszönhetően kapott nagy ismertséget.

## Fiatalkora és tanulmányai
A texasi Fort Worth-ben született, Constance (született Haas) és Douglas Meester gyermekeként. Vezetékneve holland eredetű, jelentése tanár vagy mester. Leighton születésekor édesanyja börtönbüntetését töltötte kábítószer-csempészet miatt. A színésznő ennek ellenére azt nyilatkozta, normális gyermekkora volt. „Ez ráébresztett arra, hogy nem lehet megítélni senkit, különösen a szülőket nem, azért, amit tettek a múltban... Az emberek változnak.”
A floridai Marco Islanden nőtt fel, ahol részt vett a helyi színjátszókörben. Amikor 11 éves lett, édesanyja New Yorkba költözött. Leighton a Professional Children's Schoolba járt, itt kezdett el modellkedni barátnőjével, Wilhelminával. Bruce Webber divatfotós Ralph Lauren kampányában is részt vett, ahol az akkor még fényképész Sofia Coppolával is együtt dolgozott. Emellett számos reklámfilmben is szerepelt, mint például tamagoccsijátékok reklámjaiban. 
Leighton első tévészereplése 1999-ben az Esküdt ellenségek sorozatban volt, egy gyilkosság áldozatának Alyssa Turner nevű barátját alakította. A 14 éves színésznő Los Angelesbe költözött. Először a Hollywood High Schoolban tanult, majd tanulmányait a Beverly Hills High Schoolban folytatta. Ezuután magántanuló lett, és egy évvel korábban végzett.

## Pályafutása

### Színészi munkássága

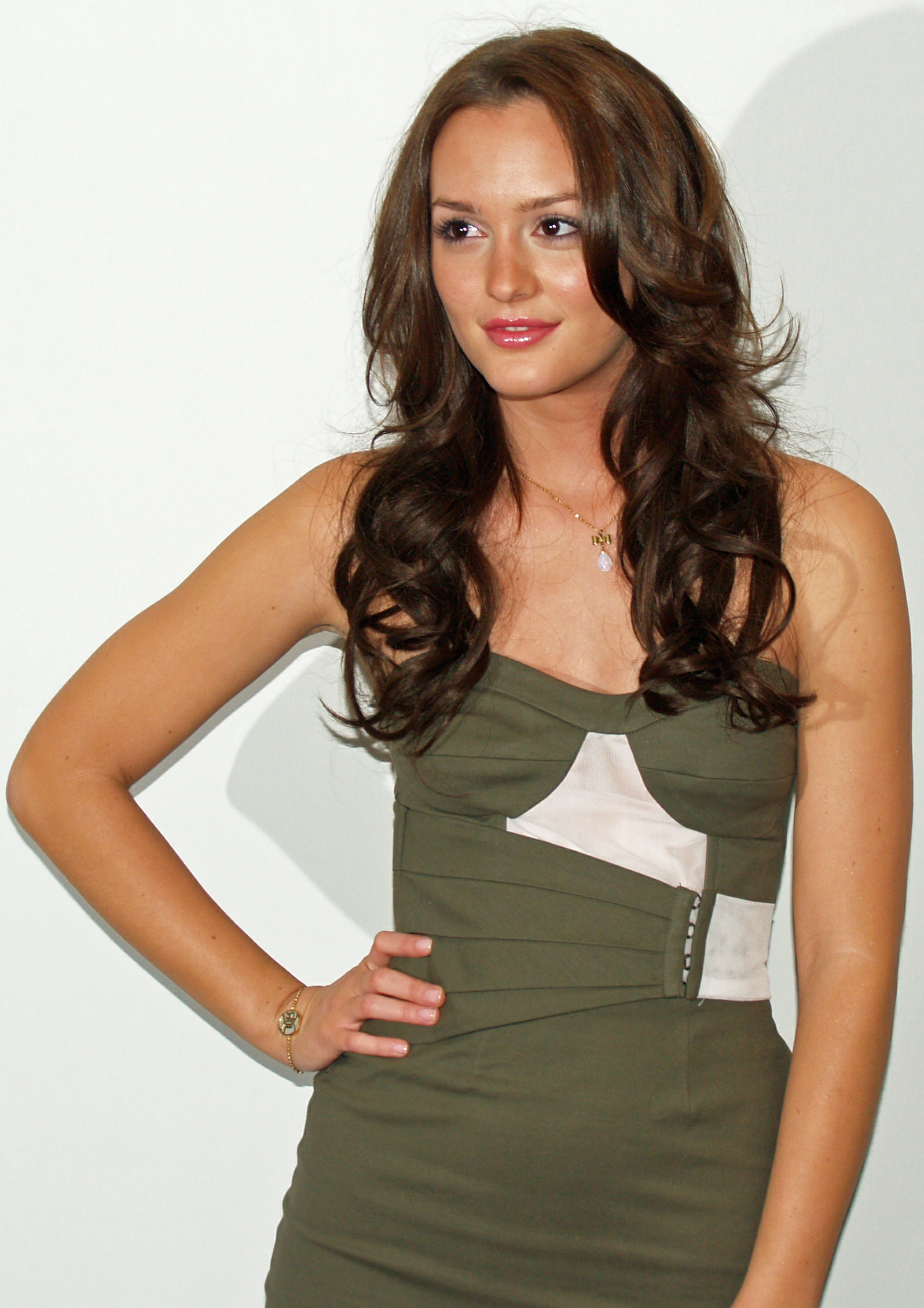
Meester a Killer Movie című film 2008-as premierén

Az Esküdt ellenségek krimisorozat után még két sorozatban kapott vendégszerepeket. Első filmszerepe a Bújj, bújj, szellem! című horrorfilmben volt, amely Frank Peretti regénye alapján készült. Leighton nyolc rész erejéig szerepet kapott a Tarzan című sorozatban is. Ezután olyan neves sorozatokban tűnt fel, mint a Bostoni halottkémek, a Hetedik mennyország, a Veronica Mars (itt dolgozott először együtt Kristen Bell-lel) vagy a 24. Az igazi áttörés 2004-ben következett be számára, amikor a Törtetők című vígjátéksorozatban megkapta Justine Chapin szerepét.

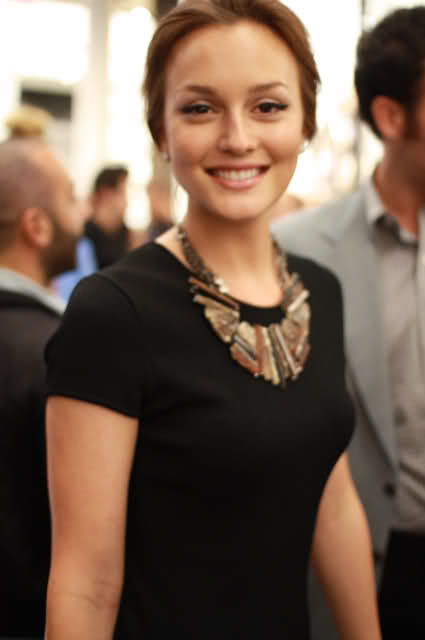
2010 szeptemberében

2005-ben állandó szerepet kapott A mélység fantomja sci-fi sorozatban, ebben Savannah Bennett karakterét alakította. 2006 folyamán két mozifilmben is feltűnt – Flourish (itt játszott először együtt Jennifer Morrisonnal és Jesse Spencerrel] és Inside. Továbbá szerepet kapott a Gyilkos számok címá krimisorozatban, valamint a Doktor House-ban: utóbbiban két részben is láthattuk Aliként, egy fiatal lányként, aki szerelmes lesz a sorozat főszereplőjébe, Gregory House-ba.

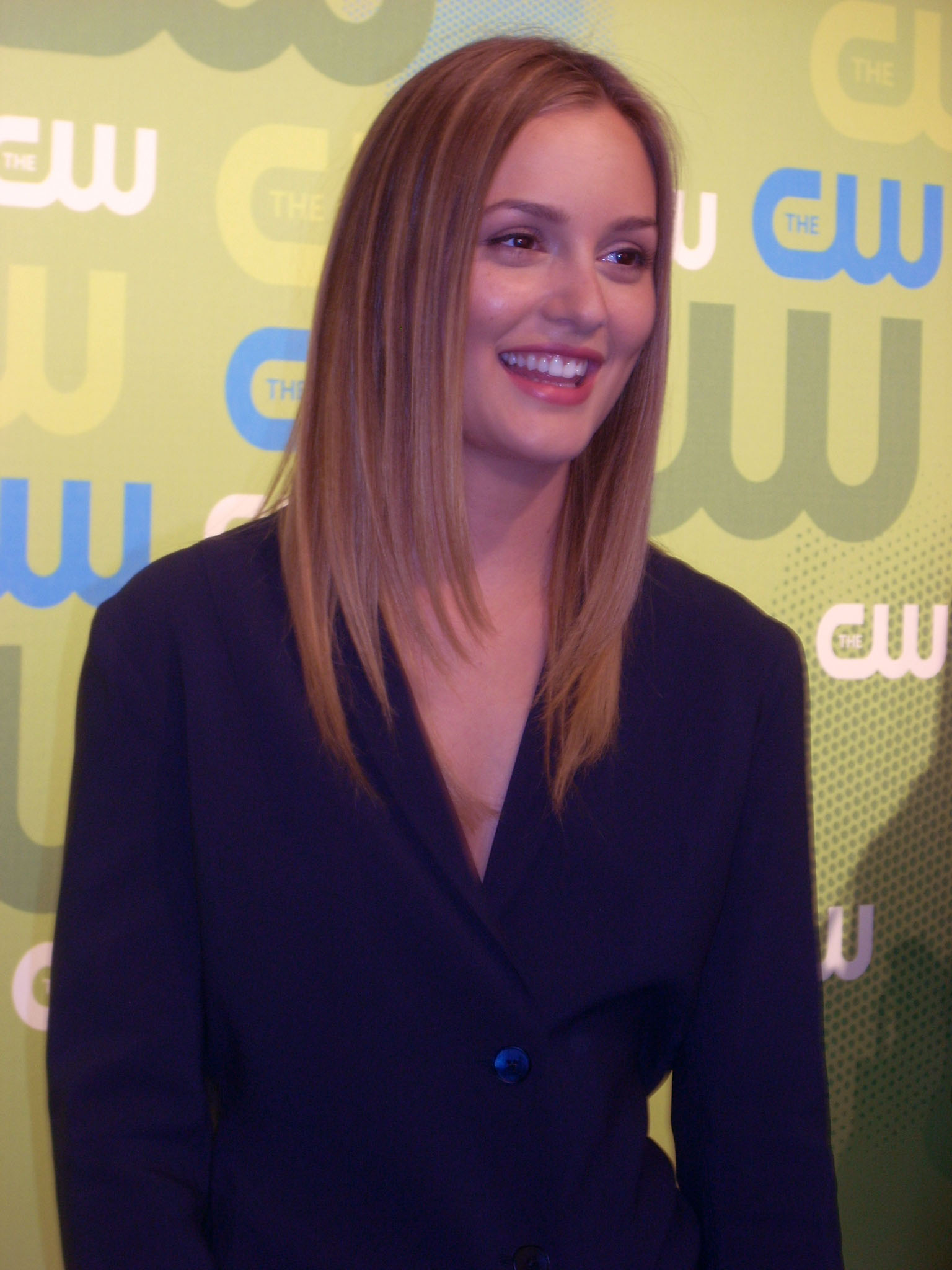
2009. május 21-én

A CSI: Miami helyszínelők és a Shark – Törvényszéki ragadozó epizódjaiban nyújtott alakításai után egy amerikai horror-filmvígjáték, a Drive-Thru női főszerepét kapta meg. Ebben a filmben játszott először együtt későbbi munkatársával és jó barátjával, Penn Badgleyvel. A film leforgatása után Leighton New Yorkba utazott a Gossip Girl – A pletykafészek szereplőválogatására és megkapta Blair Waldorf szerepét. A szerep kedvéért eredetileg szőke haját kénytelen volt barnára festetni.
2007-ben a The Haunting of Sorority Row című kanadai televíziós filmdrámában vállalt szereplést, majd a Remember the Daze című vígjátékban tűnt fel. 2008-ban egy horror-thrillerben, a Killer Movie-ban szerepelt Paul Wesley-vel. 2008-ban az évente Los Angelesben megrendezendő híres eseményen, a Teen Choice Awardson dráma kategóriában jelölést kapott a legjobb színésznő címre, de akkor még kolléganője, Blake Lively nyerte meg a híres szörfdeszkát. 2009-ben a szerencse Leighton mellé állt, ugyanis egy év elteltével már ő lett a legjobb sorozatszínésznő dráma kategóriában. 2010-ben sikerült megismételnie a sikert és második alkalommal is nyernie.
2010-ben kisebb szerepekben láthattuk a Párterápia és a Hétmérföldes szerelem című romantikus filmvígjátékokban. A Reflektorfény című 2010-es filmben Leighton főszereplőként egy Chiles Stanton nevű tehetséges countryénekes lányt alakít. A filmben olyan színészek kaptak szerepet, mint Gwyneth Paltrow vagy Garrett Hedlind.
2011 elején debütált A szobatárs című filmthrillere, melyben a mentálisan zavart Rebeccát alakította. A filmben feltűnt Minka Kelly, Cam Gigandet és Matt Lanter. 2010 februárjában a Gossip Girl stábja befejezte a sorozat harmadik évadjának felvételeit, viszont Leighton számára a munka nem állt meg. Rövid pihenés után ismét ismerős arc, Hugh Laurie társaságában állt kamera elé, a Csípem a családod című film felvételei miatt. 2010 nyarán kezdte meg a Csajok Monte-Carlóban című film forgatását Selena Gomez és Katie Cassidy társaságában. A filmet több országban, köztük Magyarországon is forgatták, 2011-ben került mozikba.

### Zenészként
2009 áprilisában Leighton szerződést írt alá a Universal Republic-kal, de az albumon számos zenei producer is közreműködik (pl.: RedOne, R. Rotem és Kara Dioguardi). Leighton első kislemezén – amely 2009. október 13-án jelent meg -, a Somebody to Love-on Robin Thicke R&B énekes is fontos szerepet kapott. Második kislemeze, a Your Love’s a Drug 2010. március 30-án jelent meg. Debütáló nagylemeze 2011-ben várható.
További zenei sikereihez tartozik a Cobra Starshippel közösen énekelt Good Girls Go Bad c. szám, amely a Billboard Top 100-as listáján az előkelő hetedik helyezést érte el. A szám sikeressége miatt jelölték a 2009-es MTV Video Music Awardson a legjobb Pop Videó kategóriában, de sajnos a jelölést nem tudta díjra váltani. Ezen kívül együtt dolgozott még Stephen Jerzakkal is, melynek végeredménye a She Said c. szám lett. 2011. február 9-én jelent meg legújabb kislemeze, amely a Front Cut címet kapta. Leighton a számot a híres producerrel és dalszövegíróval, Clinton Sparks-szal énekelte fel.

### Reklámarcként
Leighton régebben fontos szerepet töltött be a Clearasil reklámokban valamint 2009-ben a Reebok márka reklámkampányában is szerepelt. Továbbá ő volt a Sunsilk's "Life Can't Wait” c. kampányának szóvivője, illetve 2009 nyarán Ed Westwick oldalán a koreai ASK Enquired ruházati cikk arcává vált. Legutóbb Leighton Herbal Essences arcaként tűnt fel, ahol különböző hajápolási termékeket reklámoz.

## Filmográfia

### Film

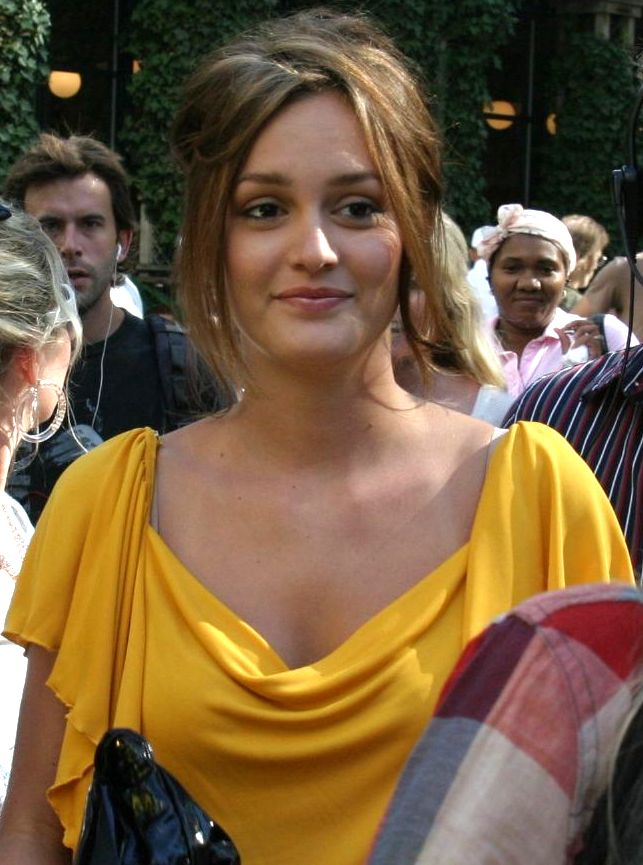
A New York-i Divathéten 2008 szeptemberében

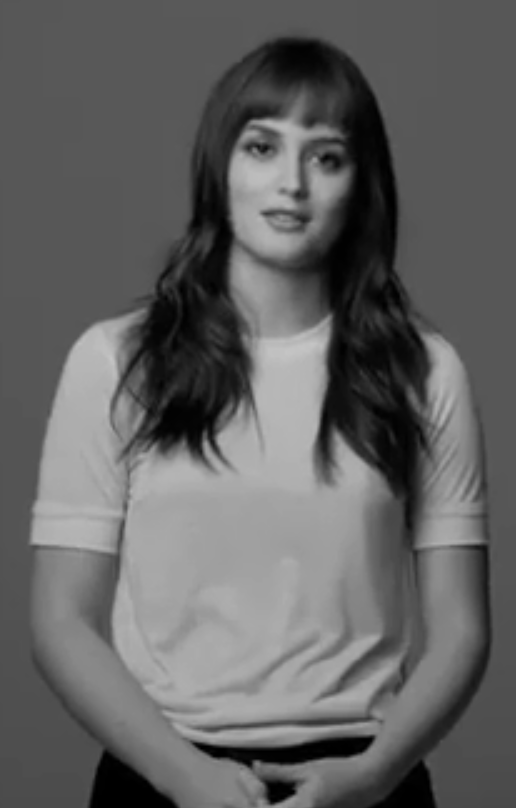
2013-ban

| Év   | Magyar cím            | Eredeti cím                      | Szerep              | Magyar hang       |
| ---- | --------------------- | -------------------------------- | ------------------- | ----------------- |
| 2003 |                       | The Jackalope (rövidfilm)        | Lorraine            |                   |
| 2003 | Bújj, bújj, szellem!  | Hangman's Curse                  | Elisha Springfield  | Molnár Ilona      |
| 2006 |                       | Flourish                         | Lucy Covner         |                   |
| 2006 |                       | Inside                           | Josie               |                   |
| 2007 |                       | Drive Thru                       | Mackenzie Carpenter |                   |
| 2007 |                       | Remember the Daze                | Tori                |                   |
| 2008 |                       | Killer Movie                     | Jaynie Hansen       |                   |
| 2010 | Párterápia            | Date Night                       | Katy                | Peller Anna       |
| 2010 | Hétmérföldes szerelem | Going the Distance               | Amy                 | Molnár Ilona      |
| 2010 | Reflektorfény         | Country Strong                   | Chiles Stanton      | Sipos Eszter Anna |
| 2011 | A szobatárs           | The Roommate                     | Rebecca             | Csifó Dorina      |
| 2011 | Csajok Monte-Carlóban | Monte Carlo                      | Meg                 | Pálmai Anna       |
| 2011 | Csípem a családod     | The Oranges                      | Nina Ostroff        | Sipos Erika       |
| 2012 | Apa ég!               | That's My Boy                    | Jamie Martin        | Csuha Borbála     |
| 2012 | Apa ég!               | That's My Boy                    | Jamie Martin        | Sallai Nóra       |
| 2014 |                       | Life Partners                    | Sasha Weiss         |                   |
| 2014 | A bíró                | The Judge                        | Carla Powell        | Csuha Borbála     |
| 2014 | Esős vasárnap         | Like Sunday, Like Rain           | Eleanor Logan       |                   |
| 2014 | A fegyver törvénye    | By the Gun                       | Ali Matazano        | Kelemen Kata      |
| 2015 |                       | Unity                            | narrátor (hangja)   |                   |
| 2018 |                       | The North Winds Gift (rövidfilm) | Az anya             |                   |
| 2019 |                       | Semper Fi                        | Clara               |                   |
| 2022 | Hétvégi kirándulás    | The Weekend Away                 | Beth                | Mentes Júlia      |
| 2022 | Apám sárkánya         | My Father's Dragon               | Sasha (hangja)      | Csuha Borbála     |
| 2023 | Vad folyó             | River Wild                       | Joey Reese          | Molnár Ilona      |

### Televízió
| Év        | Magyar cím                                | Eredeti cím                       | Szerep                      | Megjegyzések                                       |
| --------- | ----------------------------------------- | --------------------------------- | --------------------------- | -------------------------------------------------- |
| 1999      | Esküdt ellenségek                         | Law & Order                       | Alyssa Turner               | 1 epizód                                           |
| 2001      |                                           | Boston Public                     | Sarah Breen                 | 1 epizód                                           |
| 2002      | Még egyszer és újra                       | Once and Again                    | Amanda                      | 1 epizód                                           |
| 2002      |                                           | Family Affair                     | Irene                       | 1 epizód                                           |
| 2003      |                                           | Hollywood Division                | Michelle Nichols            | leadatlan próbaepizód                              |
| 2003      | Tarzan                                    | Tarzan                            | Nicki Porter                | 5 epizód                                           |
| 2003      |                                           | The Big Wide World of Carl Laemke | Tanni Laemke                | leadatlan próbaepizód                              |
| 2004      | Bostoni halottkémek                       | Crossing Jordan                   | Marie Strand                | 1 epizód                                           |
| 2004      | Hetedik mennyország                       | 7th Heaven                        | Kendall                     | 2 epizód                                           |
| 2004      | Tiszta Hawaii                             | North Shore                       | Veronica Farrell            | próbaepizód                                        |
| 2004–2008 | Törtetők                                  | Entourage                         | Justine Chapin              | 3 epizód                                           |
| 2005      | 24                                        | 24                                | Debbie Pendleton            | 4 epizód                                           |
| 2005      | Veronica Mars                             | Veronica Mars                     | Carrie Bishop               | 2 epizód                                           |
| 2005      | Pimaszok, avagy kamaszba nem üt a mennykő | 8 Simple Rules                    | Nikki Alcott                | 1 epizód                                           |
| 2005–2006 | A mélység fantomja                        | Surface                           | Savannah Barnett            | 12 epizód                                          |
| 2006      |                                           | Monster Allergy                   | Poppy (hangja)              | 1 epizód                                           |
| 2006      | Gyilkos számok                            | Numbers                           | Karen Camden                | 1 epizód                                           |
| 2006      | Doktor House                              | House                             | Ali Johnson                 | 2 epizód                                           |
| 2006      |                                           | Secrets of a Small Town           | Kayla Rhodes / Kelly Rhodes | leadatlan próbaepizód                              |
| 2007      | CSI: Miami helyszínelők                   | CSI: Miami                        | Heather Crowley             | 1 epizód                                           |
| 2007      | Shark – Törvényszéki ragadozó             | Shark                             | Megan                       | 3 epizód                                           |
| 2007      |                                           | The Haunting of Sorority Row      | Samantha "Sam" Willows      | tévéfilm                                           |
| 2007–2012 | Gossip Girl – A pletykafészek             | Gossip Girl                       | Blair Waldorf               | főszereplő (121 epizód)                            |
| 2010      |                                           | The City                          | önmaga                      | 1 epizód                                           |
| 2016      |                                           | Zoolander: Super Model            | önmaga                      | tévéfilm                                           |
| 2017      | Írjunk történelmet!                       | Making History                    | Deborah Revere              | főszereplő (9 epizód)                              |
| 2018      | Az utolsó ember a Földön                  | The Last Man on Earth             | Zoe                         | 1 epizód                                           |
| 2018–2020 |                                           | Single Parents                    | Angie D'Amato               | főszereplő (45 epizód)                             |
| 2019      | Az Orville: Új horizontok                 | The Orville                       | Laura Huggins               | 1 epizód                                           |
| 2022      | Így jártam apátokkal                      | How I Met Your Father             | Meredith                    | - visszatérő szereplő - magyar hangja Molnár Ilona |

## Diszkográfia

### Kislemezek
| Év   | Cím                                       |
| ---- | ----------------------------------------- |
| 2009 | Somebody to Love (featuring Robin Thicke) |
| 2010 | Your Love's a Drug                        |

## Díjak és jelölések
| Év   | Díj                            | Kategória                    | Jelölt mű                                 | Eredmény |
| ---- | ------------------------------ | ---------------------------- | ----------------------------------------- | -------- |
| 2008 | Teen Choice Awards             | Legjobb TV-s dráma színésznő | Gossip Girl – A pletykafészek             | Jelölve  |
| 2008 | Teen Choice Awards             | Legújabb TV sztár            | Gossip Girl – A pletykafészek             | Jelölve  |
| 2009 | Teen Choice Awards             | Legjobb TV-s dráma színésznő | Gossip Girl – A pletykafészek             | Elnyerte |
| 2009 | MTV Video Music Awards         | Legjobb pop videóklip        | "Good Girls Go Bad" (with Cobra Starship) | Jelölve  |
| 2010 | Teen Choice Awards             | Legjobb TV-s dráma színésznő | Gossip Girl – A pletykafészek             | Elnyerte |
| 2010 | Hollywood Film Awards[forrás?] | Spotlight Award              | Reflektorfény                             | Elnyerte |
| 2011 | MTV Movie Awards               | Legjobb gonosztevő           | A szobatárs                               | Jelölve  |
| 2011 | Teen Choice Awards             | Legjobb dráma színésznő      | Reflektorfény                             | Jelölve  |
| 2011 | Teen Choice Awards             | Legjobb gonosztevő           | A szobatárs                               | Jelölve  |
| 2012 | Teen Choice Awards             | Legjobb dráma színésznő      | Gossip Girl – A pletykafészek             | Jelölve  |
| 2012 | Teen Choice Awards             | Nyári női filmsztár          | Apa ég!                                   | Jelölve  |
| 2013 | Arany Málna díj                | Legrosszabb filmes páros     | Apa ég!                                   | Jelölve  |
| 2013 | Arany Málna díj                | Legrosszabb szereplőgárda    | Apa ég!                                   | Jelölve  |